# Good Vibrations
A Good Vibrations a Beach Boys 1966-os dala, Brian Wilson és Mike Love szerzeménye.
Az 1966. október 10-én kiadott kislemez (B-oldalán a Pet Sounds albumról kimásolt "Let's Go Away For Awhile"-lal) a zenekar harmadik listavezető dala lett az "I Get Around" és a "Help Me, Rhonda" után, 1966 decemberében jutott fel a Billboard lista csúcsára. Ez volt egyben első brit listavezető kislemezük is.

## A dal jelentősége
Derek Taylor, aki 1966-ban Brian Wilson publicistájaként dolgozott, "zsebszimfóniaként" jellemezte a dalt, vélhetőleg annak számos, egymástól radikálisan eltérő szekciókból felépülő szerkezetére, és változatos hangszerelésére utalva. A szám rengeteg, a popzenében szokatlan hangszert alkalmaz, ezek között is kiemelkedő a cselló és a Tannerin (a Theremin leegyszerűsített változata) szerepe. A dal szerepel a Rock and Roll Hall of Fame 500 dal, amely formát adott a rock and rollnak listáján.

## Dalszerzés
A "Good Vibrations" cím eredetét Wilson több alkalommal is elmagyarázta, többek között az 1995-ös I Just Wasn't Made for These Times dokumentumfilmben is. Gyerekkorában anyja gyakran mondogatta Wilsonnak, hogy a kutyák képesek érzékelni az emberek "vibrációit", és a "rossz vibrációt" sugárzó embereket megugatják. Wilson erre az élményre alapozta azt az elképzelését, hogy a "vibrációk" valójában az emberi érzelmek.
A "Good Vibrations" első változatának szövegét Tony Asher írta, akivel Brian a Pet Sounds dalainak szerzése során dolgozott együtt. 1966 közepén Wilson megkérte új dalszerző partnerét, Van Dyke Parks-ot, hogy írjon új szöveget a dalhoz, ám Parks ezt visszautasította. A végleges verzió szövegét Wilson és Mike Love írták meg 1966 augusztusában.
Amikor Brian Wilson SMiLE című lemezén dolgozott 2004-ben, felesége, Melinda javaslatára az eredeti, Tony Asher-féle szöveggel vette fel újra a "Good Vibrations"-t, Mike Love dalszövegéből csak az "I love the colorful clothes she wears" nyitósort, és az "I'm pickin' up good vibrations, she's giving me excitations" refrént őrizte meg.

## Felvételek
Az eredetileg még a Pet Sounds-ülések idején írt "Good Vibrations"-t Wilson több szakaszban rögzítette, négy különböző stúdióban, a dal témáiból több variációt rögzítve, a célból, hogy tökéletesen megörökítse a fejében elképzelt hangzást. A Pet Sounds többrétegű produkciós technikáját továbbfejlesztve Wilson hónapokat áldozott egyetlen dal felvételére.
Az első változatot Brian február 17-én vette fel, az ülést dokumentáló napló szerint a dal ekkor még az "Untitled #1" munkacímet viselte. 26 felvétel után Wilson elkészítette a szám nyers mono mixét, majd másnap próbavokált énekelt fel hozzá. Február 25-én félretette a dalt, hogy a Pet Sounds munkálataira összpontosíthassa figyelmét. Május 24-én folytatta a munkát a dalon (továbbra is Asher szövegével), majd június 19-e és augusztus 24-e között ismét másra koncentrált (konkrétan a következő Beach Boys-album dalainak megírására Van Dyke Parks-szal). A szeptember elejére már több órányira nyúló felvételeket végül Wilson egy gigantikus éjszakai session során mixelte egyetlen három és fél perces zenei kollázzsá, amely erősen emlékeztet a Beatles néhány hónappal később felvett "Strawberry Fields Forever" és "A Day in the Life" című dalaira (melyeknek megírását és felvételét egyértelműen Brian Wilson munkája inspirálta).
A refrénekben és a dal elúszásában hallható jellegzetes hangzást a Theremin nevű hangszerrel állították elő, melyet Wilson először a Pet Sounds "I Just Wasn't Made for These Times" című dalában használt. A theremin sajátos hangzása hatásosan ábrázolja a címben szereplő rejtélyes vibrációkat.
A dal felvételei négy stúdióban zajlottak, tizenhét felvételi ülést igényeltek, több, mint kilencven órányi hangszalagot emésztettek fel, s a végső költségek kb. 50.000 dollárra rúgtak. Wilson a "Good Vibrations"-szel tökélyre fejlesztette a "lemezstúdió-mint-hangszer" produkciós koncepcióját, amivel először Phil Spector próbálkozott a hatvanas évek elején. Wilson stúdiózenészeivel és a Beach Boys-szal közel fél év leforgása alatt újra és újra felvett több tucatnyi egymással látszólag össze nem függő vokális és zenei szekciót, melyeket végül egy három és fél perces popdallá illesztett össze.
A "Good Vibrations" felvételei és produkciója újfajta megközelítést jelentettek Brian Wilson produceri fejlődésében: az előző évek élőben, egyszerre felvett dalai helyett új nagylemezét, a SMiLE-t a "Good Vibrations"-höz hasonlóan rövid szekciókból kívánta felépíteni, oly módon, hogy a végeredmény egyetlen összefüggő zeneművet alkosson.
David Leaf, a The Beach Boys and The California Myth című biográfia szerzője a következőket írja a dalról: "Íme, maga a tökély – a Beach Boys első milliós példányszámban eladott listavezető slágere jelentős technikai áttörést jelentett, s bebizonyította a világnak, hogy egy lemezstúdióban bármi lehetséges."
A "Good Vibrations" végleges mixét Wilson 1966 őszén szokása szerint monóban adta át a Capitolnak, és a dalnak azóta sem jelent meg sztereó verziója. Az 1993-as Good Vibrations: Thirty Years Of The Beach Boys box set-en szerepel ugyan az instrumentális alap sztereó mixe, de mivel a többsávos vokálokat tartalmazó szalagok állítólag elvesztek (vagy megsemmisültek) az évek során, valószínűleg soha nem jelenik meg valódi sztereó mix a "Good Vibrations"-ből.

## SMiLE
A "Good Vibrations" felvételeivel egy időben, a Pet Sounds kritikai sikerének és a Beatles Revolver című aktuális albumának hatására Wilson és új kollaborátora, Van Dyke Parks elkezdték a SMiLE című album megírását és felvételét, mellyel az elsőként a "Good Vibrations"-ön alkalmazott szerzői és produkciós újításokat kívánták egy teljes nagylemezre kiterjeszteni. A poptörténelem leghíresebb kiadatlan albuma, a SMiLE végül kudarcba fulladt. Miközben Wilson droghasználata miatt mind súlyosabb depresszióba zuhant, a Beach Boys 1967 nyarán újra felvette a SMiLE néhány dalának leegyszerűsített hangszerelésű változatát, majd hozzácsapva a "Good Vibrations"-t, a dalgyűjteményt Smiley Smile címen jelentették meg. 2004-ben Wilson és Parks végül befejezték a SMiLE-t, nagyjából olyan formában, ahogyan 1966-ban elképzelték. A 2004 szeptemberében megjelent, széles körű kritikai elismeréssel fogadott albumot Wilson turnézenekarának tagjaival rögzítette.

## Eladások és kritikai fogadtatás
A "Good Vibrations" kislemezből a megjelenése utáni első négy napban 230.000 példány fogyott világszerte, és október 22-én a Cash Box listájának 6. helyén nyitott.
A kislemezt a New Musical Express és a Melody Maker is az egekbe magasztalta megjelenésekor. Voltak ugyanakkor negatív reakciók is – a Who gitáros-dalszerzője, Pete Townshend a következőket mondta a dalról: "Lehet, hogy jó szám, de ki tudja? Kilencvenszer kell meghallgatnod, hogy egyáltalán azt megértsed, mi a faszról énekelnek." Townshend annak a félelmének is hangot adott, hogy a "Good Vibrations" sikere a túlprodukált dalok tömeges elterjedéséhez vezet a popzenében (majd két évvel később együttesével lemezre vette minden idők egyik leginkább túlprodukált lemezét, a Tommyt).
A "Good Vibrations"-t 1966-ban Grammy-díjra jelölték a legjobb vokális előadás kategóriájában, 1994-ben pedig beiktatták a Grammy Hall of Fame-be. 1966 végén a New Musical Express közönségszavazásán a Beach Boys végzett első helyen, mint a világ legjobb zenekara, maga mögé utasítva a Beatlest. 1997-ben a MOJO magazin szakmai szavazásán minden idők legnagyszerűbb kislemezének választották a "Good Vibrations"-t. A Rolling Stone listáján a szám minden idők hatodik legjobb dala. A RIAA "Az évszázad dalai" listáján a 24. helyen szerepel a "Good Vibrations". Az Acclaimed Music minden idők 3000 legjobb dalának a listáján az harmadik helyre került

## Negyvenedik évfordulós kiadás
2006 őszén a Capitol a kislemez kiadásának negyvenedik évfordulója alkalmából újra megjelentette a "Good Vibrations"-t CD-kislemezen. A kiadványon a következő dalok szerepelnek:
- az eredeti kislemezváltozat
- részletek a dal felvételi üléseiből
- egy korai, alternatív mix
- a már említett sztereo instrumentális mix
- a dal 1967-es élő próbája
- az eredeti B-oldalas szám, a "Let's Go Away For Awhile"

## Helyezések
| Helyezések(1966–67)       | Legmagasabb Pozíció |
| ------------------------- | ------------------- |
| Ausztrál Kislemez Lista   | 2                   |
| Belga Kislemez Lista      | 6                   |
| Kanadai Kislemez Lista    | 2                   |
| Cash Box                  | 1                   |
| Osztrák Kislemez Lista    | 4                   |
| Német Kislemez Lista      | 8                   |
| Olasz Kislemez Lista      | 12                  |
| Malajziai Kislemez Lista  | 1                   |
| Új-Zélandi Kislemez Lista | 1                   |
| Norvég Kislemez Lista     | 2                   |
| New Music Express         | 1                   |
| Rhodesia Kislemez Lista   | 1                   |
| UK Kislemez Lista         | 1                   |
| U.S. Billboard Hot 100    | 1                   |